# Vulpes cana
A raposa-afegã (Vulpes cana) é uma pequena raposa que habita regiões semi-áridas, estepes e montanhas do Oriente Médio e da Ásia Central. Também é chamada de raposa-de-blanford, em homenagem ao naturalista inglês William Thomas Blanford, que a descreveu em 1877.

## Distribuição e habitat
A raposa-afegã habita regiões semi-áridas, estepes e montanhas do Afeganistão, Egito, Turquestão, nordeste do Irã, sudoeste do Paquistão, Palestina e Israel, mas também pode habitar a península Arábica, como um exemplar que foi capturado em Dhofar, Omã, em 1984.
Inicialmente conhecida apenas no sudoeste da Ásia, esta espécie foi relatada em Israel em 1981 e mais tarde descobriu-se que era mais difundida na Península Arábica. Peters e Rödel (1994) revisaram os registros de distribuição disponíveis desta espécie e apresentaram, para a parte oriental da distribuição, o que eles consideraram ser registros definitivos de todo o Planalto Iraniano no Irã, Turcomenistão e Paquistão, com registros mais duvidosos (geralmente baseados em peles coletadas em bazares ou relatos indiretos) no Afeganistão e Tadjiquistão.
Existem agora registros confirmados no Oriente Médio da Jordânia, da Península do Sinai (Egito), Omã, Arábia Saudita e dos Emirados Árabes Unidos]. Há muito tempo se suspeita de sua ocorrência no Iêmen e foram relatados a uma altitude de cerca de 1.200 m acima do nível do mar na Floresta Hawf, província de Mara, no extremo leste do Iêmen, perto da fronteira com Omã. Também parecia possível que eles pudessem ter vivido no oeste do Iêmen, onde as montanhas no sudoeste da Arábia eram contíguas, e um registro de fevereiro de 2014 em Wadi Sharis na província de Haja, noroeste do Iêmen, agora confirma sua existência. Há um único registro no Egito, a oeste do Canal de Suez, de um animal capturado em 1988, originalmente considerado "Vulpes rueppellii". Há uma possibilidade da espécie também habitar a Síria, mas não existe nenhum registro verificado.
Também foi relatado nas  montanhas de Ras Al Khaimah e Jebel Hafeet nos Emirados Árabes Unidos e na Arábia Saudita.

## Descrição

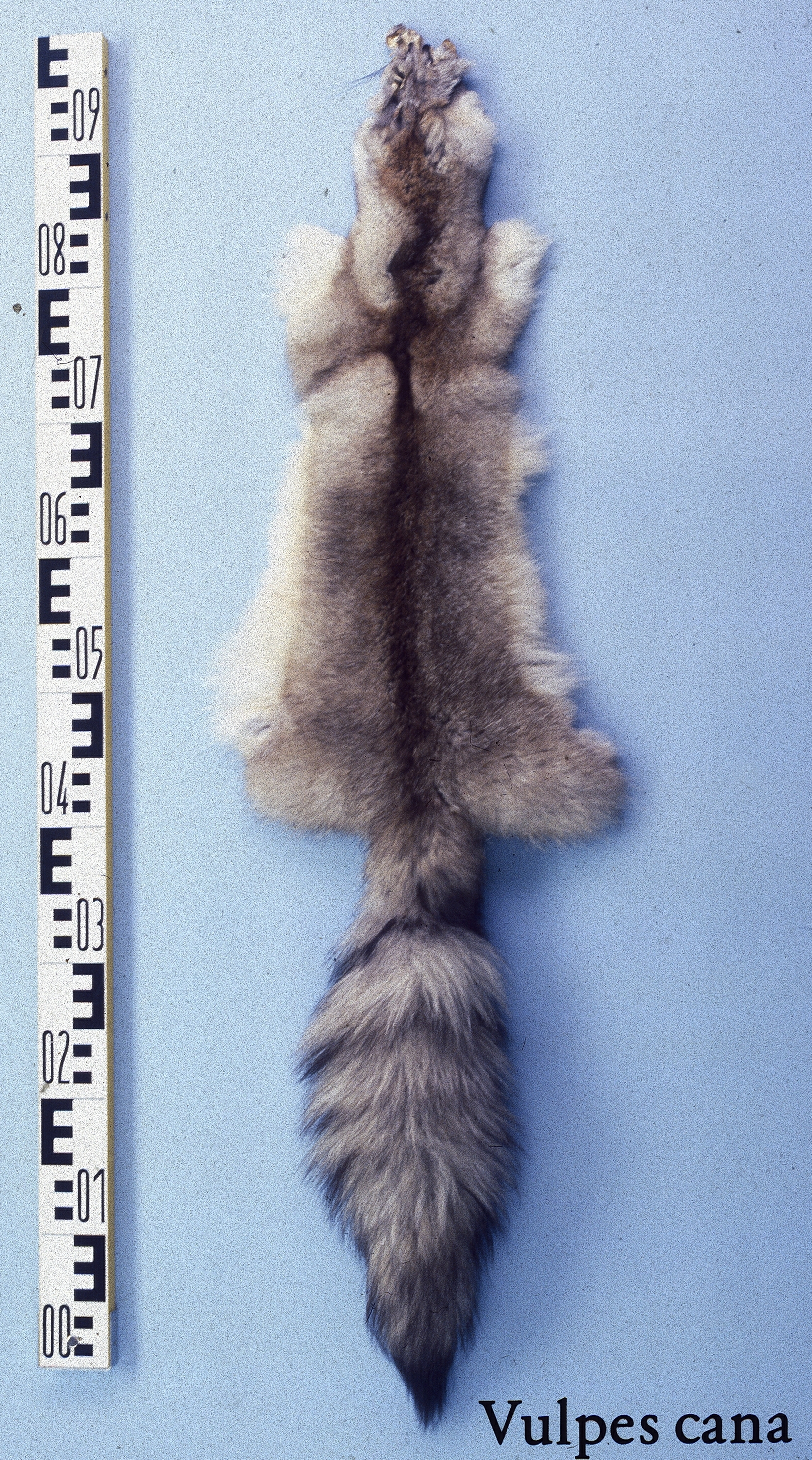
Fur skin

A raposa-afegã é uma pequena raposa com orelhas largas e uma cauda longa e espessa, cujo comprimento é quase igual ao de seu corpo. Seu tamanho corporal geralmente varia geograficamente. Na região afegã-iraniana, os espécimes coletados tinham comprimento de cabeça e corpo de 38,5 a 80 cm e comprimento de cauda de 33 a 41 cm, enquanto os espécimes em Omã tinham comprimento total de 73,5 a 76 cm e comprimento de cauda de 35 a 36 cm. O peso desses espécimes era em média 873 g, comprimento do corpo 42 cm, cauda 32,5 cm. Entre todas as espécies de canídeos vivas, apenas o feneco é menor que a raposa-afegã.
O corpo é cinza acastanhado, desbotando para amarelo claro no ventre. A pelagem de inverno é macia e lanosa, com subpelo preto denso e manchas de pelo branco na área dorsal; junto com uma camada um pouco mais espessa de gordura, serve como isolamento térmico no inverno frio e seco. A pelagem de verão é menos espessa, a pele é mais clara e os pelos brancos são menos visíveis. Uma faixa preta dorsal média característica estende-se caudalmente da nuca da espinha, tornando-se uma crista dorsal média ao longo do comprimento da cauda. A cauda é da mesma cor do corpo. Um ponto preto é encontrado na base da espinha. A ponta da cauda é normalmente preta, mas é branca em alguns indivíduos. A linha escura dorsal média, que é uma característica distintiva dos espécimes israelenses, é menos perceptível nos espécimes de Omã, embora as marcas pretas da cauda sejam desenvolvidas de forma semelhante.
Como outras raposas que habitam desertos, as orelhas grandes da raposa-afegã são uma adaptação para melhorar a dissipação de calor. No entanto, ao contrário de outras raposas do deserto, não tem patas cobertas de pelos, o que ajudaria a proteger as patas da areia quente, e tem garras afiadas, curvas e semelhantes a gatos, descritas por alguns autores como semiretráteis.
Esta raposa tem a capacidade de escalar rochas e fazer saltos descritos como "surpreendentes", saltando até 3 m de altura com facilidade e, como parte de seus movimentos regulares, escalam penhascos verticais e desmoronando por uma série de saltos em seções verticais. As raposas usam suas garras afiadas e curvas e patas nuas para tração em saliências estreitas e suas caudas longas e espessas como contrapeso.

## Comportamento e ecologia
A raposa-afegã é estritamente noturna, um padrão de atividade que é definitivamente uma resposta anti-predador a aves de rapina diurnas. Não há variações sazonais ou de gênero significativas nos padrões de atividade, e as condições climáticas parecem ter pouco efeito direto em sua atividade, exceto sob condições extremas.

### Dieta
A raposa-afegã é onívora e principalmente insetívora e frugívora. Em Israel, sua alimentação consiste principalmente na fruta de duas espécies do gênero Capparis, a alcaparra (Capparis spinosa) e Capparis cartilaginea; também consomem frutas e material vegetal da tamareira (Phoenix dactylifera), Ochradenus baccatus, Fagonia mollis, e várias gramíneas. As raposas-afegãs do Paquistão são altamente frugívoras, alimentando-se de azeitonas russas (Elaeagnus hortensis), melões, e uvas.
As raposas-afegãs são quase sempre caçadores solitários, apenas forrageando aos pares ocasionalmente. Ao contrário de outras espécies de raposas, raramente armazena comida.

### Reprodução
As raposas-afegãs são consideradas estritamente monogâmicas. A monogamia pode ser benéfica nesta espécie, pois a dispersão de suas presas é tal que, para acomodar adultos adicionais, exigiria uma expansão territorial que traria mais custos do que benefícios.
As fêmeas têm um período de reprodução por ano e entram no cio durante janeiro ou fevereiro. O período de gestação é de cerca de 50-60 dias e o tamanho da ninhada é de um a três. O período de lactação é de 30-45 dias. Os filhotes nascem com pêlo macio e preto, com massa corporal estimada em 29 g. Aos dois meses, os kits começam a forragear com um dos pais e aos 3 meses começam a forragear por conta própria. Os juvenis têm marcas semelhantes às dos adultos, mas seu pelo é mais escuro e acinzentado. A maturidade sexual é atingida na idade de 10-12 meses.
A média de vida das raposas de Blandford é de 4 a 5 anos e não excede 10 anos na natureza.

## Conservação
Anteriormente, a raposa-afegã era considerada uma espécie vulnerável, mas, com a descoberta de sua ampla distribuição no Oriente Médio, a espécie foi reclassificada como pouco preocupante na última versão da Lista Vermelha da IUCN.
A perda de habitat, relacionada à expansão de assentamentos humanos e do turismo, a perseguição humana e mortalidade indireta representam as principais ameaças localizadas. A mortalidade indireta é geralmente o resultado de animais sendo mortos acidentalmente por envenenamento direcionado a outras espécies-alvo, como hienas e lobos. A situação atual no Irã e no Paquistão é desconhecida.
A espécie é citada no CITES - Apêndice II. É totalmente protegida em Israel, sendo proibida a caça, captura e comércio. A caça é proibida na Jordânia e em Omã. No entanto, não há proteção legal no Egito, Arábia Saudita, Emirados Árabes Unidos, Irã, Afeganistão ou Paquistão.